# Чай юджа
Чай ю́джа (кор. 유자차, 柚子茶 юджа-чха) — корейський традиційний цитрусовий чай.

## Приготування
Для приготування використовуються цитруси юдзу (юджа корейською, кор. 유자, 柚子, яп. 柚子 юдзу). Фрукт юдзу — гібрид гірких мандаринів і лимонів. Гіркі плоди юдзу консервують і засипають цукром в пропорції 1:1. Отриманий сироп розбавляють гарячою водою.
Цей напій пили при дворах корейських правителів, його готують і сьогодні, іноді в якості народного засобу від простуди.

## Легенда про плоди юдзу в Кореї
За корейською легендою юдзу було завезено в країну людиною з іменем Чанбого (кор. 장보고). Дерева юдзу ніби-то розбились під час шторму, а зерна випадково потрапили в плащ Чанбого, після чого розсіялись по всіх частинах Кореї, які він відвідував по своїх справах.

## Світлини

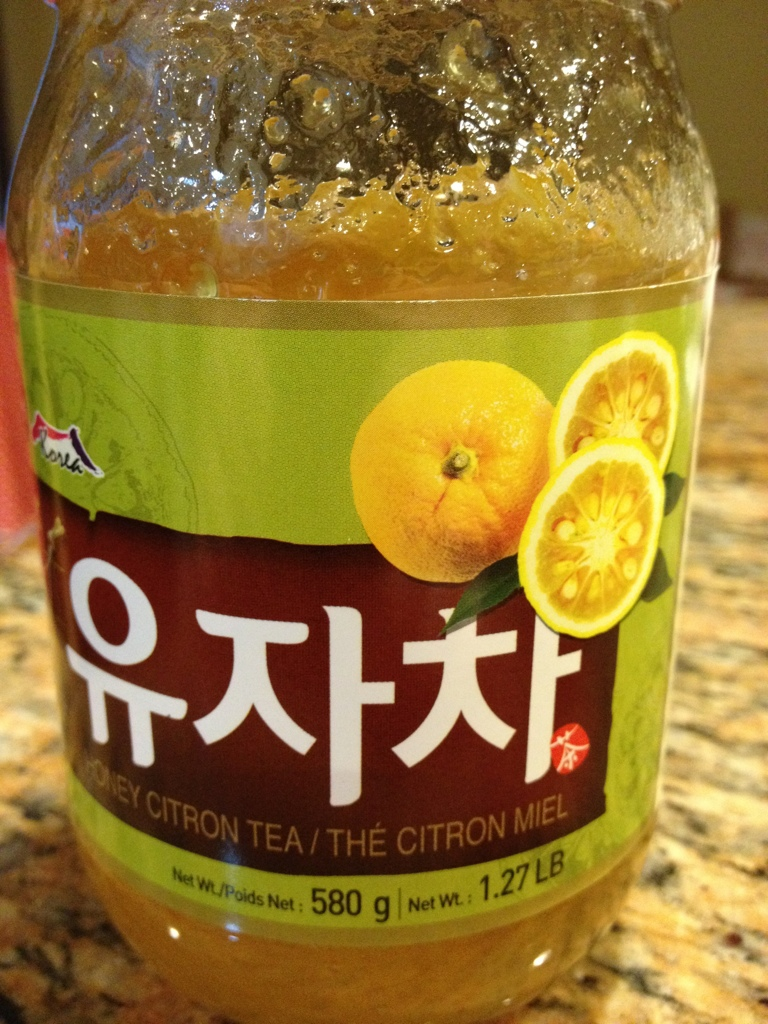
Чай юджа в пляшечці
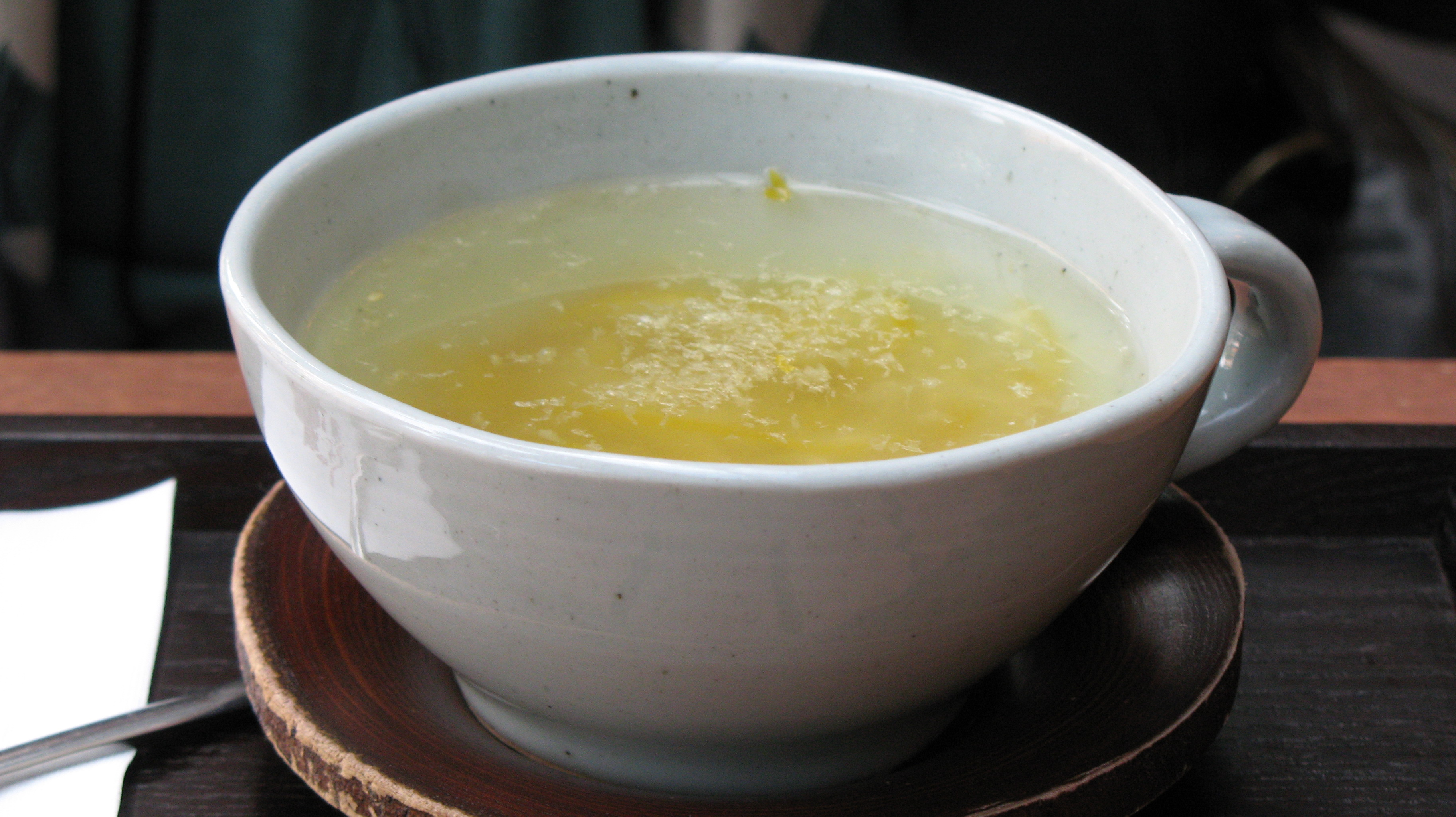
Корейський чай юджа